# Alpi giapponesi

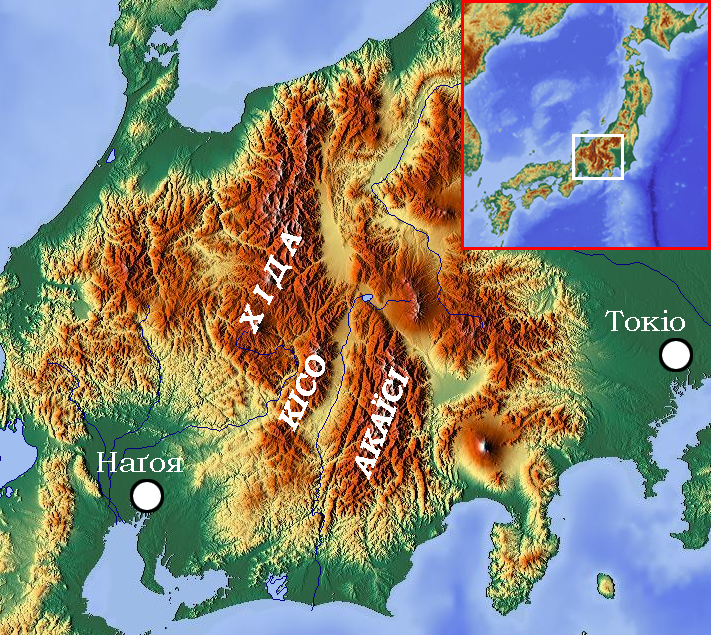
Carta topografica

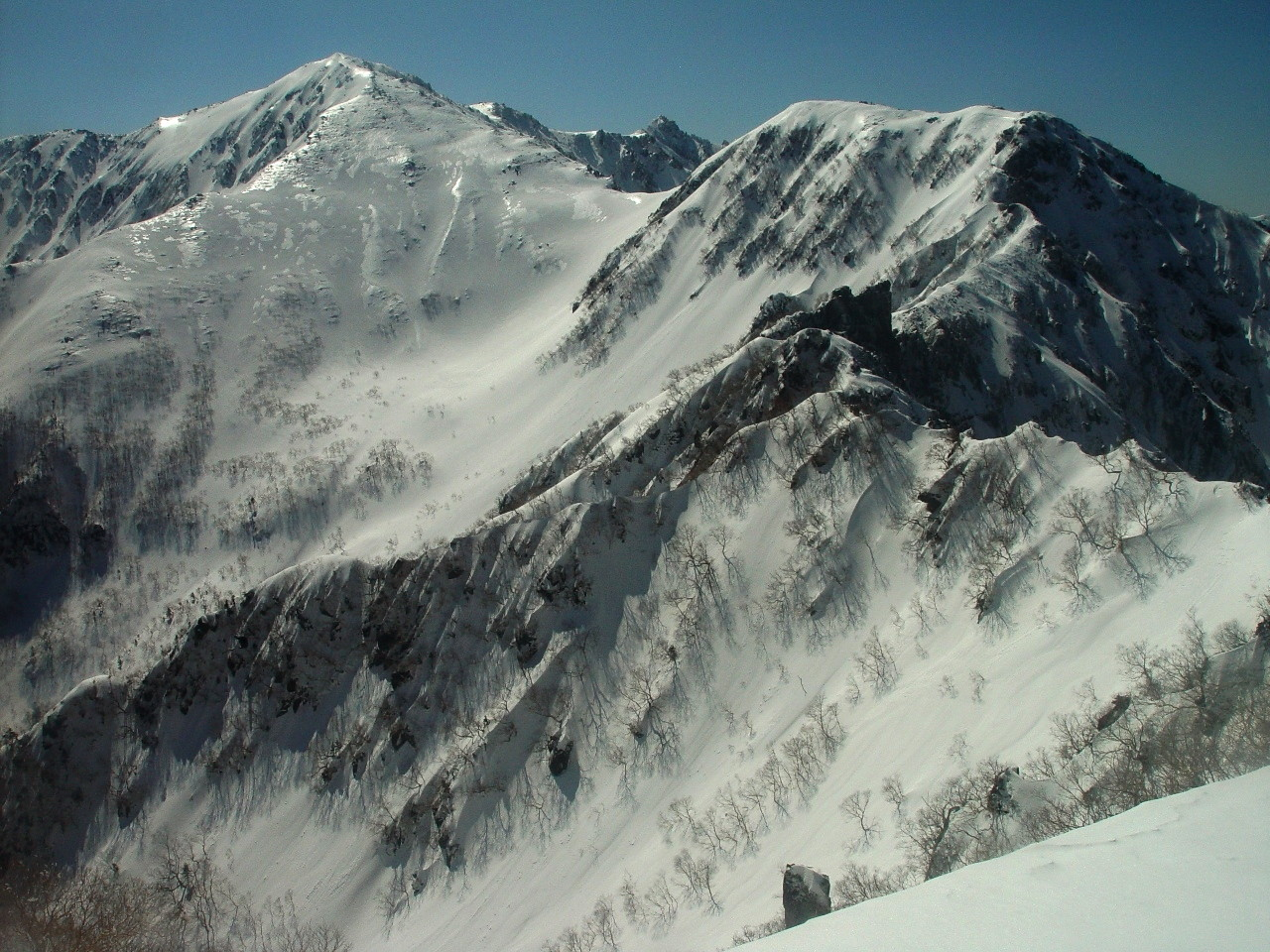
Il monte Kiso Komagatake, di 2955 metri

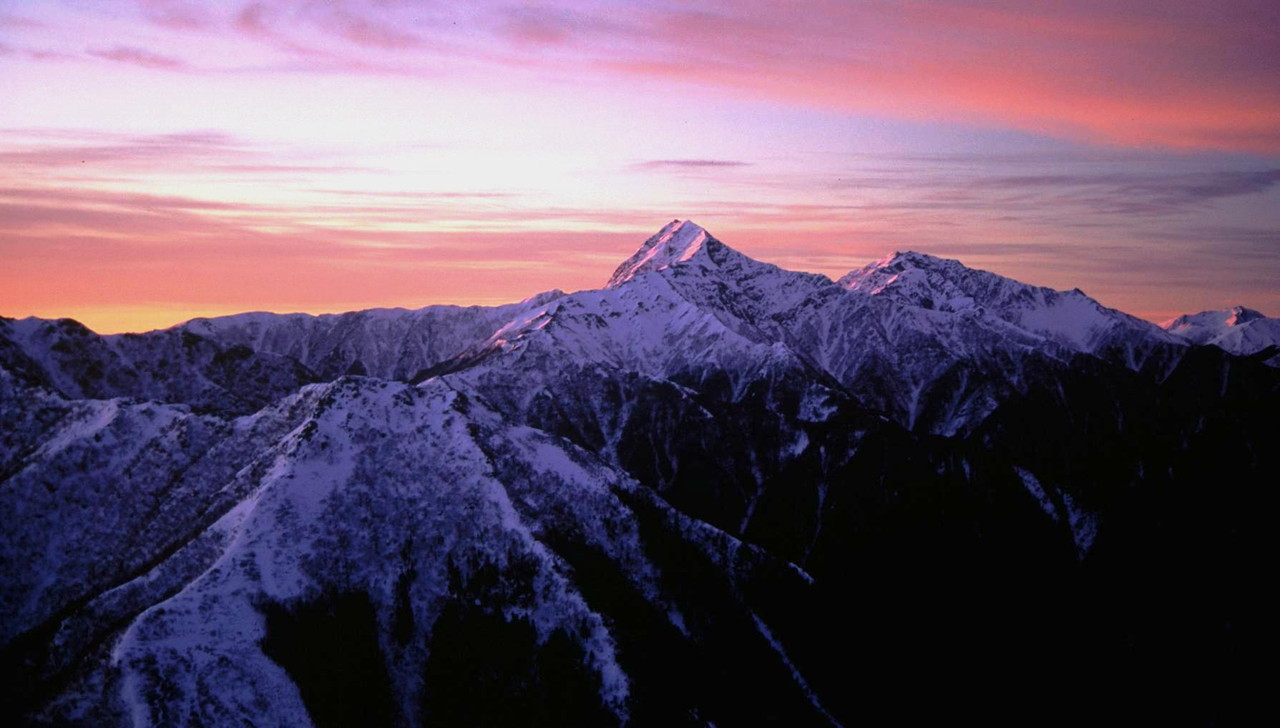
Il monte Kita, la seconda vetta giapponese

Le Alpi giapponesi  (日本アルプス?, Nihon Arupusu) sono una serie di catene montuose situate in Giappone, distribuite lungo l'isola principale Honshū. Il nome è stato coniato da William Gowland, "padre dell'archeologia giapponese", riferendosi però solamente ai monti Hida, e successivamente reso popolare dal reverendo Walter Weston (1861-1940), un missionario inglese la cui lapide commemorativa è situata a Kamikōchi, una destinazione turistica nota per il suo clima alpino.

## Descrizione
Oggi le Alpi giapponesi si riferiscono ai monti Hida, i monti Kiso e i monti Akaishi. Questi massicci contengono diverse cime che superano i 3000 metri di altezza, le più alte dopo il Fuji. Le vette massime sono il monte Hotaka con i suoi 3190 metri, e il monte Kita, di 3193 metri. Il monte Ontake, nella prefettura di Nagano si eleva per 3067 metri ed è meta di pellegrinaggio, nonché un vulcano attivo (le ultime eruzioni risalgono al 2007 - 2014).

### Alpi Settentrionali

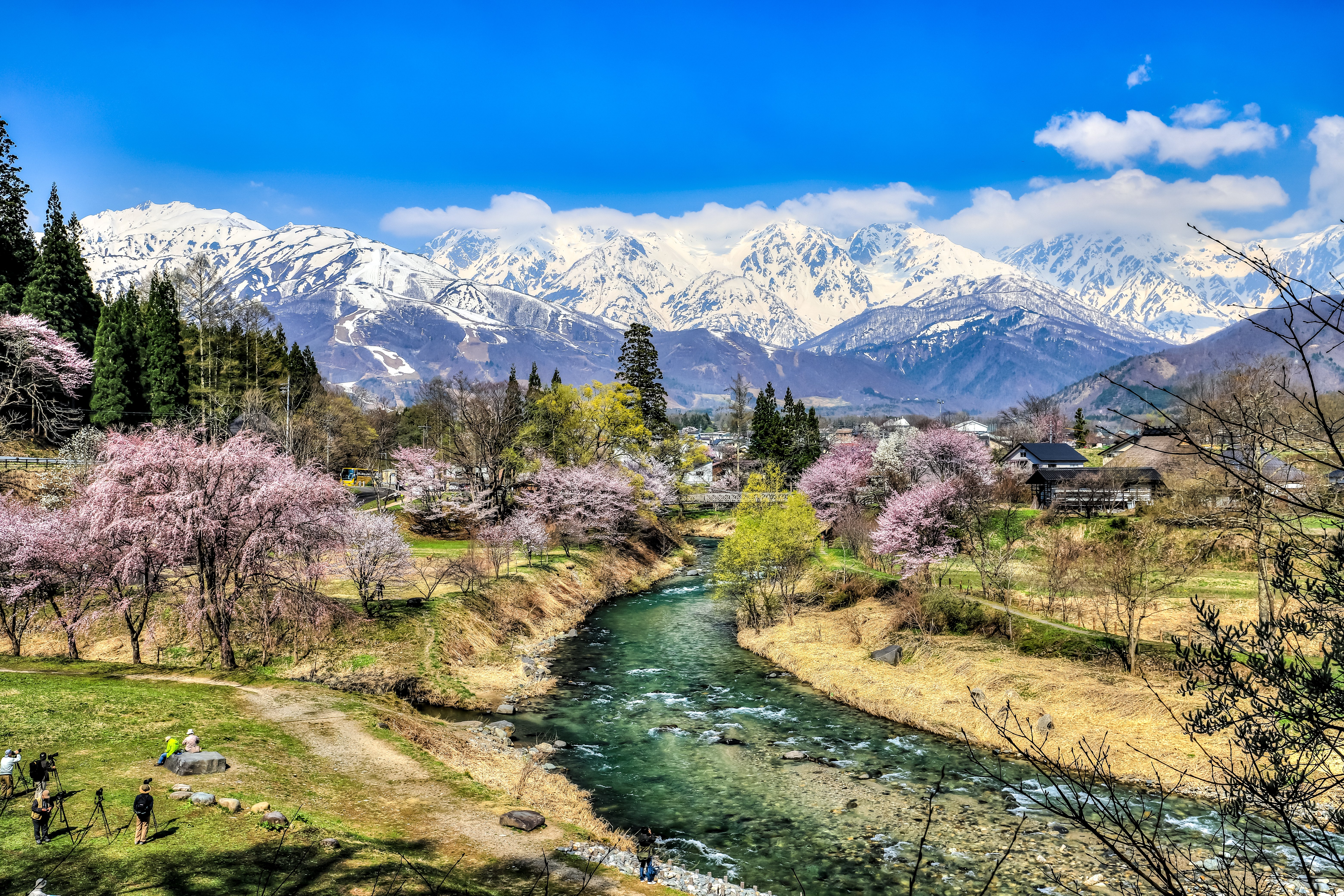
fioritura dei ciliegi nel parco di Ede, villaggio di Hakuba

Le Alpi Settentrionali, note anche come monti Hida, si estendono per le prefetture di Nagano, Toyama e Gifu. Una piccola parte di queste montagne raggiunge anche la prefettura di Niigata.

### Alpi Centrali
Le Alpi Centrali, note anche come Monti Kiso, si trovano nella prefettura di Nagano.

### Alpi Meridionali
Le Alpi Meridionali, conosciute anche come monti Akaishi, si estendono a Nagano, Yamanashi e Shizuoka.